# 千葉誠樹
千葉 誠樹（ちば せいき、1968年1月11日 - ）は、日本の俳優。岩手県出身。スリーベイシス所属。

## 人物
身長180cm。体重87kg。
足 26.5cm、B 92cm W 82cm H 95cm。
趣味は寺社・仏閣めぐり。特技は殺陣（初段）、少林寺拳法（初段）、野球、東北弁。

## 略歴
岩手県立大船渡高等学校卒業。
俳協俳優養成所16期、東京ルネッサンス(主宰 増岡弘 1988年)、劇団第七病棟(主宰 石橋蓮司 1990年～1997年)、クレインリバー・ワークショップ(主宰 デボラ・アン・ディスノー 1997年)、アリエス → 夢工房 → GoogTime'S13 → フリー → スリーベイシス。

## 出演

### テレビドラマ

#### テレビ朝日
- 相棒
  - season1 第1話「警視総監室にダイナマイト男が乱入！刑事が人質に!? 犯罪の影に女あり…」（2002年10月9日） - 木村
  - season4 第12話 正月スペシャル - 特殊班捜査員
  - season6 第8話 - 特殊班捜査員
  - season10 第4話 - 闇金の男
  - season12 第1話 初回スペシャル - 特殊班捜査員
  - season13 第11話 - 所轄刑事
  - season14 第15話 - 警視庁捜査1課捜査員
  - season15 第7話 - 警視庁捜査1課捜査員
- 爆竜戦隊アバレンジャー 第19話 - 所員
- 仮面ライダーシリーズ
  - 仮面ライダー555 #33～35　村上の部下[4] / スタッグビートルオルフェノク（声）[5]
  - 仮面ライダーカブト #25　ZECTのスーツの男
  - 仮面ライダー鎧武/ガイム #13　テレビレポーター

#### TBS
- ULTRASEVEN X #1,11～12　支配者B
- 警視・深町征爾2～殺人者にラブソングを（2013年7月8日） - 渋谷署捜査1課捜査員

#### 日本テレビ
- 花咲舞が黙ってない 第2シリーズ 第5話「元妻と再会！疑惑の融資!!」（2015年8月5日） - 闇金の男

#### テレビ東京
- ウルトラシリーズ
  - ウルトラQ dark fantasy 第5話「ヒエロニムスの下僕(しもべ)」（2004年5月4日） - 副島刑事（偽装刑事D2）
  - ウルトラマンギンガS 第6話「忘れ去られた過去」（2014年8月19日） - ビクトリアン戦士1

#### NHK
- 隠密八百八町 第1回「その男、又十郎」（2011年1月8日） - 槌田

#### BS11
- 「バブリシャスロード」#1,2

#### フジテレビ
- それでも、生きてゆく 第8話「それぞれの覚悟」（2011年8月25日） - 袖ヶ浦署刑事

#### Vパラダイス
- 湯けむり美人 出会い旅2（2019年6月16日） - 土産物産の主人

### 映画
- ULTRAMAN（2004年）
- 新宿区歌舞伎町保育園（2009年） - 美佳の上司
- 相棒
  - 鑑識・米沢守の事件簿（2009年） - 青防協理事長秘書
  - 相棒 -劇場版IV- 首都クライシス 人質は50万人! 特命係 最後の決断（2017年） - 警視庁捜査1課捜査員
- アルカナ（2013年） - 長瀬達郎
- スルー・ロマンス（2013年） - 小津
- アウトレイジ 最終章（2017年） - 野村のボディガード
- MOTHER マザー（2020年） - 山本サトル
- 性の劇薬（2020年） - 中島

### オリジナルビデオ
- 黒革の嬢王〜欲望の仮面〜（2006年） - タドコロ(刑事)
- サギ師の花道（2006年） - 結城商事 社長秘書 室生
- AVない奴ら（2008年） - 宇治谷
- 静かなるドン 新章1,2（2011年） - 株式会社プリティ 第3デザイン部 邉野雄作
- 女子刑務所 CASE 優里（2012年）
- 首領の道（2013年,2015年）
  - 首領の道6,7（2013年） - 小谷
  - 首領の道12-15（2015年） - 石原(元・自衛隊 隊長)
- 盃外交（2014年） - 侠眞会理事 白新会会長 高澤慶四郎
- 日本統一4-26（2014年 - 2018年） - 侠和会 渋谷誠吾
- 三代目代行（2014年） - 関東黒鉄連合 桑内組組長 浦木輝良
- 日本やくざ抗争史 絶縁 第一章（2014年） - 夏梅一家若頭補佐 為永俊介
- 日本やくざ抗争史 絶縁 第二章（2014年） - 相良組若頭補佐 為永俊介
- 日本やくざ抗争史 首領襲撃（2014年） - 松岡組系大日本義勇団
- 関東極道連合会 第二章（2015年） - 刑事(取調室)
- 制覇1-14（2015年 - 2017年） - 難波組新見組近藤興行若頭 相馬孝二郎
- 極道の教典 第四章（2015年） - 大橋
- 代紋の墓場（2015年）
- 修羅の分裂（2015年） - 西山会丸山一家幹部
- 凶愛（2015年） - 篠崎悟
- 九州極道戦争1・2（2016年） - 西島 江西会組員
- 東京やくざ抗争（2016年）
- プラチナ代紋（2016年） - 関東 明石組若頭　佐山俊雄
- 強者(ツワモノ)1-3（2016年） - 為岡重光
- 仁義のはらわた1（2016年） - 竹松連合会車屋六代目総長補佐 大津康雄
- 裏社会の男たち 第四章（2016年） - 韓国マフィア 徐
- 妻の秘蜜〜夕暮れてなお〜（2017年）

### 舞台
- 「海に降る雪を魚たちは知らない」(主演）
- 「猫と針」
- 「疚しいのはお前だけじゃない」
- 「人さらい」
- 「オルゴールの墓」
- 「ふたりの女」
- 「ハツカネズミと人間」
- 「MUSE」
- 「最果て忠敬」
- 「ひめゆりの羽」

### テレビ番組
- 未来創造堂（日本テレビ）
- 心ゆさぶれ!先輩ROCK YOU（日本テレビ）
- 足立人図鑑．TV #118 千葉 誠樹（JCOM）
- ワールド極限ミステリー（2022年9月14日、TBS）

### CM
- 全国青少年作文コンクール（ラジオCM）※デビュー作[2]
- 大正製薬 ヴィックスヴェポラッブ
- 明治製菓&ポッカコーポレーション ココプレッソ

### VP
- AIGスター生命保険